# ホリプロタレントスカウトキャラバン
ホリプロタレントスカウトキャラバンは、日本の業界大手芸能事務所であるホリプロが主催する、新人発掘を目的としたオーディションである。略称「（ホリプロ）TSC」。

## 概要
芸能界への有力な登竜門として、また最も歴史と伝統を有することで知られているコンテストである。「スカウトキャラバン」の名のとおり“全国にスターの卵を探しに行く”というコンセプトで1976年にスタートし、1988年までは時代を彩るアイドルを発掘してきたが、1989年からは年齢やテーマを毎年変えて募集するようになった。
近年の芸能界そのものの多様化に対応するため、グランプリ受賞者のマネジメントを担当する予定の若手・中堅社員をコンテスト実行委員長に据え、回毎のコンセプトを明確に定め、より幅広い分野からのタレント発掘を目指すものに改善が図られている（#歴史節を参照のこと）。このため、年度によりお笑いタレント発掘が主眼となった年もあった。

## 選考
選考方法は毎回異なるが、生中継の下で決戦大会が行われることが多い。
- 初期の数回においては堀威夫が選考に直接関わり、意見が分かれた際の最終的な決定権を持っていた。
- 基本的に書類選考を経て夏休み期間中に順次各地で地方予選を行い、東京で選抜者による本選（決選大会）を行うが、近年は本選前に事前審査を兼ねた合宿やレッスンを課すケースが多い。
- 第13回（1988年）、一般公募を中断し、全社員のスカウトのみから選考。
- 第16回（第1回飛び出せ!日本男児）を除いて基本的に女性対象だが、初期は特に男女の限定はなく、第3回では男性の東寿明（あずま としあき）が審査員特別賞を受賞し、後に歌手デビューを果たしている。また、2017年度には1997年度以来20年ぶりに男女同時募集で開催され[2]、定岡遊歩がグランプリに、井上祐貴が審査員特別賞という男女混合開催で初めて男性が選ばれた[3]。

## 受賞特典
- グランプリ受賞者には優勝賞金100万円、ホリプロとの専属契約[2]。
- 通常はグランプリ受賞者には優勝賞金が送られるが、その回の後援企業からCM出演など何らかの副賞が付く場合もある。
- 第1回から4回のグランプリ受賞者（榊原郁恵、西村まゆ子、能瀬慶子、比企理恵）は、事務所の先輩である山口百恵主演の正月映画に助演した[† 1]。
- グランプリ受賞者は事務所の先輩である和田アキ子が司会の『アッコにおまかせ!』（TBS）にてお披露目として出演するのが恒例となっている。

## 放送 / 配信
公開オーディションとして第1回大会からコンテストの模様をテレビ朝日が放送しており（初期は『水曜スペシャル』で放送。後に「サンデープレゼント」枠での放送が中心となる。第15回のみテレビ東京）、同局の系列局（ANN、但しクロスネット局の福井放送とテレビ宮崎を除く）がしばしば地方の予選会場に使われている。ただし、一般公募しなかった回と非公開の回があり、これらについては放送されなかった。第1回からのテレビ番組会場司会は高島忠夫、ナレーションは小川哲哉が担当で起用は7年間続いた。アシスタントも片平なぎさが担当することもあった。番組オープニングに第1回から第4回まで「全国縦断タレントスカウト決勝大会テーマソング」『友達から恋人に』と題したオリジナル楽曲が流れた。第35回（2010年）では本選がニコニコ生放送とUstreamでライブ配信。第44回（2020年）もニコニコ生放送で配信された。

## 歴史
1970年代中頃、『スター誕生!』などのオーディション番組では他社との競合により新人を希望通りに獲得できない事が多く、また「当時はそれほど高くなかったホリプロダクション（当時）の知名度と芸能事務所の社会的評価を向上させたかった」という堀威夫（ホリプロ創業者、現・ファウンダー最高顧問）の思いから、自ら全国を回ってスカウトするかたちを立案企画し、スタートした。
第1回グランプリの榊原郁恵が活躍したことにより、ホリプロのスカウト活動の中心的イベントとなった。また、芸能事務所が新人発掘をテレビ番組に頼らず自社でオーディションを開催する形式が定着化するきっかけとなった。一方『スター誕生!』の応募者が徐々に減少していき、番組が終了するひとつの要因ともなった。
アイドルブームが去り当コンテスト自体にもマンネリ感が出た時期に「そろそろ止めたらどうか?」という声がホリプロ社内で上がり堀威夫に提言したところ「本当に原石は掘り尽くしたのか?止めるのは簡単だが我々は今後どこに鉱脈を求めるのか?」と問われて再検討し、継続が決まったという経緯がある。

### 2005年度以降
- 2005年度には、パルコ各店において、ホリプロ スカウト隊やパルコ内のテナントスタッフからスカウトされて「スカウトパスポート」を受け取った者は1次審査が免除となる制度が実施された[4]。
- 2008年度は「女優、ビューティー、ワイルド、元気」をコンセプトに、初めてアクションもできる本格派女優の発掘を目的に行われ、ファイナリスト8名には殺陣などの演技審査も行われた[5]。
- 2009年度はあえてノーテーマで“おしゃれで、かわいく、感じのいい子”の発掘を目的に実施。書類審査を行わず、ファイナリスト11名が最終審査に臨んだ[6]。

### 2010年度以降
- 2010年度は「スターオーディション2010」と銘打ち、史上初の女性実行委員長のもと実施、『PARCO』『資生堂 マジョリカマジョルカ』などの協賛を得て、女性に支持されるモデルや女優の発掘を目的に実施、10名がファイナルに進出した[7]。
- 2011年度は「第36回ホリプロタレントスカウトキャラバン 次世代声優アーティストオーディション」と銘打ち、ホリプロ初の声優アーティストの募集を行っている。
- 2012年度は「37th ホリプロタレントスカウトキャラバン2012 〜夢をつかめ! あなたもディズニープリンセス〜」と銘打って、「スーパーアイドルを探せ！」をコンセプトにディズニーとのタイアップで展開、決勝には予選大会を勝ち抜いた10人のファイナリストが登場し、歌唱審査と演技審査が行われた[8]。コンセプトはディズニープリンセスのような女性の発掘[8]。この模様は地区予選後の合宿から決勝大会までを追ったドキュメンタリー形式にまとめ、2012年9月30日に『Dlife』で放送された[9][10]。
- 2013年度は「モデルをめざせ！」をコンセプトに、自分自身を表現できるセンスを持ち被写体としての魅力を伝えることができる皆に愛される将来性豊かなモデルを発掘するために女性向けファッション雑誌『ノンノ』『セブンティーン』と初のコラボを行い、14歳から20歳の女性を対象に行われ、12人がファイナリストとなってウォーキング審査などが行われた[11]。
- 2014年度は「Singer☆Actress Audition〜美唱女〜」と題して16歳から25歳までの“歌える女優”を募集、予選を通過したファイナリスト8人には演技審査、課題曲「Little Sunshine」と自由曲の歌唱審査が課された[12]。

### 2015年度以降
- 2015年度は「＃（ハッシュタグ）Kawaii」と題して「『かわいい』を発信できる女の子」をテーマに、決勝大会には10人が出場し、漫才やコントなどの特技による自己PRをしたほか、ウォーキングやダンスの審査などが行われた[13]。
- 2016年度は原点回帰を狙い、「PURE GIRL 2016」と題して10代でブレイクする「王道」で「主演級」の女優の発掘を目指して10歳から16歳までの女性を募集[14]。開催史上初となる小学生グランプリが誕生した[15]。
- 2017年度は、「気になるあの子」と題し、1997年度以来20年ぶりに男女同時募集で開催され[2]、定岡遊歩が男女混合開催では男性初のグランプリに選ばれた[3]。
- 2018年度は、「好きになってもいいですか？」をテーマに、応募からデビューまで完全非公開で行われた[16]。応募資格は、芸能プロダクションに所属していない10 - 20歳の女性。ジャンル・国籍・居住地は不問で、日本語が話せなくても応募可能。決選大会は開催されず、当該タレントの芸能界デビューをもってグランプリの発表となる。2019年11月30日に、受賞者が5人組ガールズユニット「821」として2020年2月にデビューすることが発表された。
- 2019年度は休催。
- 2020年度は、「ミュージカル次世代スター」がテーマ。3年ぶりに決選大会が実施されるが、新型コロナウイルスの影響で地方でのオーディションは開催せず、1～3次審査まではWebのみで実施される。応募資格は、芸能プロダクションに所属していない11 - 20歳の男女（国籍不問）。
- 2021年度は休催。
- 2022年度は、「ピュアガール ピュアボーイ」がテーマ。テーマの通り男性も対象。応募資格は芸能プロダクションに所属していない2003年～2012年生まれで、2018年同様最終審査まで完全非公開となる。
- 2023年度は、「ナチュラルガール」がテーマ。対象は高校1年生から満24歳までの女性。役者、モデル、グラビア、アイドル、歌手、バラエティー、インフルエンサーなどジャンルを問わず幅広く募集した[17]。
- 2025年度は、「ホリプロボーカルスカウトキャラバン」として、24年ぶりに男性のみを対象とし、12歳から22歳を対象とする。合格者はエイベックスでメジャーデビュー予定。

## 開催及び受賞結果
- 名義は現在のもの（現在ホリプロ所属でない者はこの限りではない）。受賞時の名義とは異なる場合もある。
- 審査員特別賞は「審特」と表記。

| 回 | 年     | 副題                                              | 1次審査     | 2次審査                                                                                               | 3次審査（決勝）        | 3次審査（決勝）                                                            | 典拠                  |
| 回 | 年     | 副題                                              | 応募総数    | 地方予選会場                                                                                          | グランプリ             | 特別賞 ほか                                                                | 典拠                  |
| -- | ------ | ------------------------------------------------- | ----------- | --- | ---------------------- | -------------------------------------------------------------------------- | --------------------- |
| 1  | 1976年 | 1億円スター今夜誕生                               | 約18,000通  | | 榊原郁恵               | 審特：荒木由美子                                                           | [ 1 ]                 |
| 2  | 1977年 |                                                   |             | | 西村まゆ子             | 審特：あいあい、高田橋久子                                                 |                       |
| 3  | 1978年 |                                                   |             | | 能瀬慶子               | 審特：東寿明                                                               |                       |
| 4  | 1979年 |                                                   | 約46,000通  | | 比企理恵               | なし                                                                       | [ 1 ]                 |
| 5  | 1980年 |                                                   |             | | 林紀恵                 | なし                                                                       |                       |
| 6  | 1981年 |                                                   |             | | 堀ちえみ               | なし                                                                       |                       |
| 7  | 1982年 |                                                   | 95,312通    | | 大沢逸美               | 審特：渡辺桂子                                                             | [ 1 ]                 |
| 8  | 1983年 |                                                   | 105,358通   | | 田中久美               | なし                                                                       |                       |
| 9  | 1984年 |                                                   | 112,358通   | | 井森美幸               | 審特：鈴木保奈美                                                           | [ 1 ]                 |
| 10 | 1985年 |                                                   | 約110,000通 | | 山瀬まみ               | 審特：白石さおり                                                           | [ 1 ]                 |
| 11 | 1986年 | アクターアクトレス賞                              | 73,158通    | | 伊藤美紀               | アクトレス賞：仁藤優子 ボーカリスト賞：千葉美加 グラビアスター賞：小林明子 | [ 1 ]                 |
| 12 | 1987年 |                                                   |             | | 坂井順子               | なし                                                                       |                       |
| 13 | 1988年 |                                                   |             | | 山口裕子               | なし                                                                       |                       |
| 14 | 1989年 |                                                   |             | | 田中陽子               | 井森賞：東恵子                                                             |                       |
| 15 | 1990年 | ホリプロTHE 1990オーディション                    | 32,526通    | | 戸田菜穂               | なし                                                                       | [ 1 ]                 |
| 16 | 1991年 | 第1回飛び出せ!日本男児                            |             | | 北地大良               | 審特：工藤兄弟                                                             |                       |
| 17 | 1992年 | （上の娘部門グランプリ） （下の娘部門グランプリ） | 43,645通    | | 菊池あゆみ 馬渕英里何  | なし                                                                       | [ 1 ]                 |
| 18 | 1993年 |                                                   |             | | 木下奈緒子             | ミスフライングレディ賞：楓由香 演技賞：前田つばさ                          |                       |
| 19 | 1994年 | 放課後の決選〜カラオケ・バトルロイヤル            | 27,654通    | | 上原さくら             | なし                                                                       | [ 1 ]                 |
| 20 | 1995年 | 20th THE1995オーディション                        | 43,723通    | | 佐藤仁美               | 審特：新山千春                                                             | [ 1 ] [ 18 ]          |
| 21 | 1996年 | PURE GIRLオーディション                           | 19,130通    | | 深田恭子               | 審特：酒井彩名 ピュアガール賞：大森玲子、野村恵里                          | [ 1 ] [ 19 ]          |
| 22 | 1997年 |                                                   |             | | 古川小百合             | なし                                                                       |                       |
| 23 | 1998年 | 女優誕生                                          | 38,127通    | | 平山あや               | なし                                                                       | [ 1 ]                 |
| 24 | 1999年 |                                                   |             | | 西端さおり             | なし                                                                       |                       |
| 25 | 2000年 |                                                   | 40,211通    | | 藤本綾                 | 審特：岩科麻由子、綾瀬はるか                                               | [ 1 ]                 |
| 26 | 2001年 | 美・笑・女                                        | 43,325通    | | 浜口順子               | なし                                                                       | [ 1 ]                 |
| 27 | 2002年 | ピュアガール2002                                  | 32,109通    | | 石原さとみ             | なし                                                                       | [ 1 ]                 |
| 28 | 2003年 | ラブミュージックオーディション                    | 34,911通    | | 大竹佑季               | 中林芽依                                                                   | [ 1 ] [ 20 ]          |
| 29 | 2004年 |                                                   | 42,816通    | | 佐藤千亜妃             | 審特：近藤あゆみ、東亜優 ベストグラビア賞（ヤングサンデー賞）：水崎綾女    | [ 1 ]                 |
| 30 | 2005年 | メモリアルオーディション2005                      | 52,547通    | | 緑友利恵               | 準グランプリ：中別府葵                                                     | [ 1 ] [ 21 ]          |
| 31 | 2006年 |                                                   | 38,224通    | | 石橋杏奈               | ファイナリスト：森田涼花、福園彩花                                         | [ 22 ]                |
| 32 | 2007年 | 国民みんなDEスカウトキャラバン!                   | 51,923通    | 東名阪・札仙広福・金沢・愛媛                                                                          | 足立梨花               | 審特：入来茉里                                                             | [ 23 ] [ 24 ]         |
| 33 | 2008年 |                                                   | 36,312通    | 東名阪・札仙広福・沖縄                                                                                | 高良光莉               | 審特：桃瀬美咲 ファイナリスト：橋本愛                                      | [ 25 ] [ 26 ]         |
| 34 | 2009年 |                                                   | 33,910通    | 東名阪・札仙広福・横浜・熊本・沖縄                                                                    | 小島瑠璃子             | ファイナリスト（横浜地区代表）：宮澤智                                     | [ 27 ] [ 28 ] [ 29 ]  |
| 35 | 2010年 | スターオーディション2010                          | 24,212通    | 東名阪・札仙広福・松本・大分                                                                          | 安田聖愛               | なし                                                                       | [ 30 ] [ 31 ] [ 32 ]  |
| 36 | 2011年 | 次世代声優アーティストオーディション              | 12,745通    | 東名阪・札仙広福・新潟・LA・「東北キャラバン」                                                        | 田所あずさ             | ファイナリスト：大橋彩香、木戸衣吹、齊藤真知子、高橋花林、山崎エリイ       | [ 33 ] [ 34 ] [ † 9 ] |
| 37 | 2012年 | 夢をつかめ! あなたもディズニープリンセス          | 29,521通    | 東名阪・札仙福・岡山                                                                                  | 優希美青               | 審特：唯月ふうか ファイナリスト:佐野ひなこ                                 | [ 35 ] [ 36 ]         |
| 38 | 2013年 | non-no Seventeenモデルをめざせ                    | 20,216通    | 東名阪・札仙福                                                                                        | 佐藤美希               |                                                                            | [ 37 ] [ 38 ]         |
| 39 | 2014年 | Singer☆Actress Audition〜美唱女〜                 | 38,628通    | 東名阪・札仙福・沖縄                                                                                  | 栞菜智世               | 審特：なし                                                                 | [ 12 ] [ 39 ]         |
| 40 | 2015年 | #kawaii                                           | 39,702通    | 東名阪・札仙広福・沖縄                                                                                | 木下彩音               | ソフトバンク賞：井上咲樂 ファイナリスト:関水渚                             | [ 40 ] [ 41 ]         |
| 41 | 2016年 | PURE GIRL 2016                                    | 24,794通    | 東名阪・札仙広福                                                                                      | 吉柳咲良               | 審特：三浦理奈                                                             | [ 43 ] [ 15 ]         |
| 42 | 2017年 | 気になるあの子                                    | 36,504通    | 東名阪・札仙広福・金沢・鹿児島                                                                        | 遊歩（旧・定岡ゆう歩） | 審特：井上祐貴                                                             | [ 3 ]                 |
| 43 | 2018年 | 好きになってもいいですか？                        | 非公表      | 東名阪・札仙広福・金沢・松山・鹿児島・那覇 Webまたは書類のみで最終審査進出も可能                      | 821                    |                                                                            | [ 44 ]                |
| 44 | 2020年 | ミュージカル次世代スター                          | 19,115人    | Webエントリーのみ                                                                                     | 山﨑玲奈               | 17LIVE賞：佐竹桃華                                                         | [ 45 ] [ 46 ]         |
| 45 | 2022年 | ピュアガール ピュアボーイ                         |             | Webエントリーのみ                                                                                     | 小田愛結               | 準グランプリ：川口真奈 特別賞：リンゼイ尊、加藤レノン                      | [ 47 ]                |
| 46 | 2023年 | ナチュラルガール                                  | 20,824人    | 東名阪・札仙広福・那覇 事前応募は不要で審査会場に直接来場して選考を受ける。同日に1次・2次選考を実施。 | 塚本恋乃葉             | 準グランプリ：畠中夢叶 審特：松岡香穂                                      | [ 48 ] [ 49 ]         |

## その他のホリプロ主催コンテスト等
同じくホリプロ主催のコンテストに「夏のお嬢さんコンテスト」や「NEW STAR AUDITION」等が存在するが、TSCほどには知られていない。以下は主な受賞者を記す。
夏のお嬢さんコンテスト
- 1997年 - 第1回グランプリ：林知花
- 1998年 - 第2回グランプリ：堀越のり
- 1999年 - 第3回グランプリ：豊岡真澄
- 2000年 - 第4回グランプリ：西田夏

ホリプロ NEW STAR AUDITION 〜21世紀のリカちゃんはあなた!!〜
- 2001年 グランプリ：木南晴夏

キャンパスター★H50with MEN’S NON-NO
- 2010年 グランプリ：大野拓朗

HORIPRO MEN'S STAR AUDITION
- 2019年 グランプリ：日向亘

この他、子会社のホリプロインターナショナルでは、2022年11月より通年でオーディションを随時実施している。